# Голонка, Йозеф
Йозеф Голонка (чеш. Jozef Golonka; род. 6 января 1938, Братислава) — чехословацкий хоккеист, нападающий.

## Биография
В чемпионате Чехословакии играл за братиславский «Слован» (1955—1957, 1959—1969) и йиглавскую «Дуклу» (1957—1959). В составе словацкой команды пять раз завоевывал серебряные награды национального чемпионата и дважды — бронзовые. Всего в чехословацкой лиге провел 330 матчей (298 голов).
Три сезона играл в немецкой бундеслиге (1969—1972). За «Ризерзее» (Гармиш-Партенкирхен) провел 78 матчей и забросил 56 шайб. Завершил выступления в «Зволене», клубе второго чехословацкого дивизиона.
В составе сборной был участником трех Олимпиад (1960, 1964, 1968). В Инсбруке завоевал бронзовую награду, а через четыре года в Гренобле — серебряную.
Принимал участие в восьми чемпионатах мира и Европы (1959—1960, 1964—1969). Второй призер чемпионата мира 1965, 1966, 1968; третий призер 1959, 1964, 1969. На чемпионатах Европы — пять серебряных (1959, 1960, 1965, 1966, 1968) и три бронзовые награды (1964, 1967, 1969). Лучший бомбардир турнира 1965 года — 14 очков (6+8).
На чемпионатах мира и Олимпийских играх провел 60 матчей (34 заброшенные шайбы), а всего в составе сборной Чехословакии — 134 матча (82 гола).
В тренерской карьере начал работать сразу после завершения игровой карьеры. Возглавлял немецкие клубы «Ризерзее» (1976-79, 1982-83; чемпион Германии 1978), «Кельнер» (1983-85; чемпион Германии 1984), «Изерлон» (1989—1992), «Нюрнберг» (1992—1995). В чемпионате Чехословакии работал с «Зетором» (1979—1980) и «Слованом» (1986—1988). В сезоне 1988-89 — главный тренер швейцарского «Давоса».
Под его руководством сборная Словакии принимала участие в чемпионате мира 1997 (9-е место).
С 1999 года член зала славы ИИХФ. В 2002 году был введен в Зал славы словацкого хоккея, в 2004 — немецкого хоккея, а в 2010 — чешского хоккея. Занимает 17-е место в чешском «Клубе хоккейных снайперов» (380 заброшенных шайб).

## Награды
- Крест Прибины 2 класса (2003 год).
- Медаль Президента Словацкой Республики (4 января 2013 года)[1].